# مارفن غريفين
مارفن غريفين (بالإنجليزية: Marvin Griffin)‏ هو سياسي أمريكي، ولد في 4 سبتمبر 1907 في بينبردج في الولايات المتحدة، وتوفي في 13 يونيو 1982 في جورجيا في الولايات المتحدة بسبب سرطان الرئة. حزبياً، نشط في الحزب الديمقراطي. وقد انتخب عضو مجلس نواب جورجيا وانتخب نائب حاكم جورجيا ‏ وانتخب حاكم جورجيا ‏.